# Anoplosiagum
Anoplosiagum är ett släkte av skalbaggar. Anoplosiagum ingår i familjen Melolonthidae.

## Dottertaxa tillAnoplosiagum, i alfabetisk ordning[1]
- Anoplosiagum antennale
- Anoplosiagum castaneum
- Anoplosiagum cubensis
- Anoplosiagum flavicollis
- Anoplosiagum fulvum
- Anoplosiagum gebieni
- Anoplosiagum kuntzeni
- Anoplosiagum macrophyllum
- Anoplosiagum oteroi
- Anoplosiagum pallidulum
- Anoplosiagum pauliani
- Anoplosiagum peltatum
- Anoplosiagum pentaphyllum
- Anoplosiagum rufipenne
- Anoplosiagum rufum
- Anoplosiagum rutilum
- Anoplosiagum scabrosum
- Anoplosiagum scaramuzzai
- Anoplosiagum simplicipes
- Anoplosiagum sjostedti
- Anoplosiagum sulcatulum
- Anoplosiagum sulcipenne
- Anoplosiagum swezeyi
- Anoplosiagum truncatum
- Anoplosiagum turquinensis
- Anoplosiagum variabile
- Anoplosiagum versicolor
- Anoplosiagum vicinum
- Anoplosiagum villosicolle
- Anoplosiagum zayasi